# Семена судьбы
Семена судьбы (англ. The Seeds of Doom) — шестая и последняя серия тринадцатого сезона британского научно-фантастического телесериала «Доктор Кто», состоящая из шести эпизодов, которые были показаны в период с 31 января по 6 марта 1976 года.

## Сюжет
В Антарктике британские ученые Чарльз Уинлетт и Дерек Моберли под толщей льда находят семя и приносят на базу, где местный биолог Джон Стивенсон сообщает, что оно пролежало там двадцать тысяч лет. В Лондоне Доктор, изучив его фотографии, сообщает, что оно внеземного происхождения, и требует не трогать до его прибытия. Он и Сара отбывают, а Ричард Данбар из Всемирного Экологического Бюро раскрывает местоположение семени миллионеру Харрисону Чейзу, который за ним посылает своих людей, Скорби и Килера. Тем временем семя прорастает и жалит Уинлетта, который начинает постепенно покрываться зеленым грибком. Прибыв на базу, Доктор вскоре находит на месте еще одно семя, и говорит, что Уинлетт превращается в криноида, инопланетное растение, поедающее животных. Вскоре прибывают Скорби и Килер.
Уинлетт, превратившись в криноида, убивает Моберли и сбегает. Скорби и Килер крадут второе семя и улетают на самолете, перед этим установив на базе бомбу. Криноид убивает Стивенсона, но вскоре замерзает, а Доктора и Сару спасает команда с Саут-Бенд.
В Лондоне Доктор и Сара направляются в Ботанический институт на лимузине, но водитель отвозит их в глубинку, где пытается убить. Обезвредив его, Доктор находит в багажнике картину Амелии Дукат, которая при встрече отправляет их к Харрисону Чейзу, владельцу картины, который ей до сих пор не заплатил.
Доктор и Сара проникают к Чейзу, но их ловит Скорби, и на Саре решают испытать действие растения. Доктор спасает её, но семя жалит Килера, и тот начинает трансформацию. Доктора же пытаются измельчить в машине для компоста, но Сара, по дороге передав через Амелию Дукат послание Сэру Колину Таккерею, начальнику Данбара, спасает его. Данбар, поняв свою ошибку, просит начальника вызвать ЮНИТ и отправляется спасать Доктора. Он требует Чейза прекратить эксперимент, но в этот момент Килер уже превращается в криноида и убегает.
Данбар погибает, и Доктор, Сара и Скорби с охраной баррикадируются в коттедже. Скорби отвлекает криноида коктейлем молотова, и Доктор уходит.
Доктор встречается с майором ЮНИТ Бересфордом и предоставляет ему доказательства, что криноид заставляет окружающие растения убивать людей. Майор решает атаковать криноида лазером. Тем временем Чейз окончательно переходит на сторону растений и заставляет растения атаковать Скорби, Сару и Харгрейвза, но прибывают Доктор и сержант ЮНИТ Хендерсон с химикатами и спасают Сару и Скорби, но Харгрейвз погибает. Прибывает ЮНИТ, но лазерная пушка только отвлекает монстра, давая Доктору с компанией перейти к другой двери. Вскоре Чейз уничтожает систему связи, и убивает Хендерсона с помощью измельчителя для компоста.
Тем временем криноид атакует еще раз, и Скорби в панике сбегает, но при попытке переплыть пруд его утягивают на дно растения. Сара идет на поиски Хендерсона, но сталкивается с Чейзом, тот её вырубает, связывает и собирается измельчить в машине для компоста. Доктор сообщает Бересфорду, что осталось пятнадцать минут до того, как криноид распространит свои споры по всей Англии, и требует нанести авиаудар, пока не стало поздно. После этого он освобождает Сару, но в борьбе Чейза затягивает в измельчитель. Доктор с Сарой с помощью трубы с паром пробиваются через растения и сбегают из дома прежде, чем авиация уничтожает криноида вместе с домом.

## Трансляции и отзывы
| Эпизод            | Дата показа     | Продолжительность | Телезрители (в миллионах) |
| ----------------- | --------------- | ----------------- | ------------------------- |
| «Часть 1»         | 31 января 1976  | 24:10             | 11,4                      |
| «Часть 2»         | 7 февраля 1976  | 24:09             | 11,4                      |
| «Часть 3»         | 14 февраля 1976 | 24:51             | 10,3                      |
| «Часть 4»         | 21 февраля 1976 | 24:26             | 11,1                      |
| «Часть 5»         | 28 февраля 1976 | 25:06             | 9,9                       |
| «Часть 6»         | 6 марта 1976    | 21:51             | 11,5                      |
| [ 1 ] [ 2 ] [ 3 ] |                 |                   |                           |